# Death on the Road
Death on the Road е лайф CD, LP и DVD на британската хевиметъл група Айрън Мейдън. Парчетата от него са записани от Вестфален арена, Дортмунд, Германия на 24 ноември 2003 г.
DVD-то излиза на 6 февруари 2006 г. и съдържа 3 диска. На първия диск е записът от концерта за 5.1 Digital аудио. На втория диск е стерео записът на концерта, а третият съдържа докоментални кадри и клиповете от албума. В много от случаите второто DVD е дефектно.
Когато през 2005 г. „Edward The Great“ е преиздаден, изпълнението на „Fear of the Dark“ е от този концерт.

### Диск Едно
1. „Wildest Dreams“ – 4:51
2. „Wrathchild“ – 2:49
3. „Can I Play with Madness“ – 3:30
4. „The Trooper“ – 4:12
5. „Dance of Death“ – 9:23
6. „Rainmaker“ – 4:01
7. „Brave New World“ – 6:09
8. „Paschendale“ – 10:17
9. „Lord of the Flies“ – 5:06

### Диск Две
1. „No More Lies“ – 7:49
2. „Hallowed Be Thy Name“ – 7:31
3. "Fear of the Dark" – 7:28
4. „Iron Maiden“ – 4:50
5. „Journeyman“ – 7:02
6. „The Number of the Beast“ – 4:57
7. „Run to the Hills“ – 4:26

## Състав
- Брус Дикинсън – вокал
- Дейв Мъри – китара
- Яник Герс – китара
- Ейдриън Смит – китара, беквокали
- Стив Харис – бас, беквокали
- Нико Макбрейн – барабани

и
- Майкъл Кени – кийборд